# Wasserplatz Pirna
Die militärische Liegenschaft Wasserplatz in Pirna befand sich linkselbisch zwischen dem Bahnhofsgelände und der Elbe und reichte von der Mündung des Flusses Gottleuba bis zur Straße Elbufer.

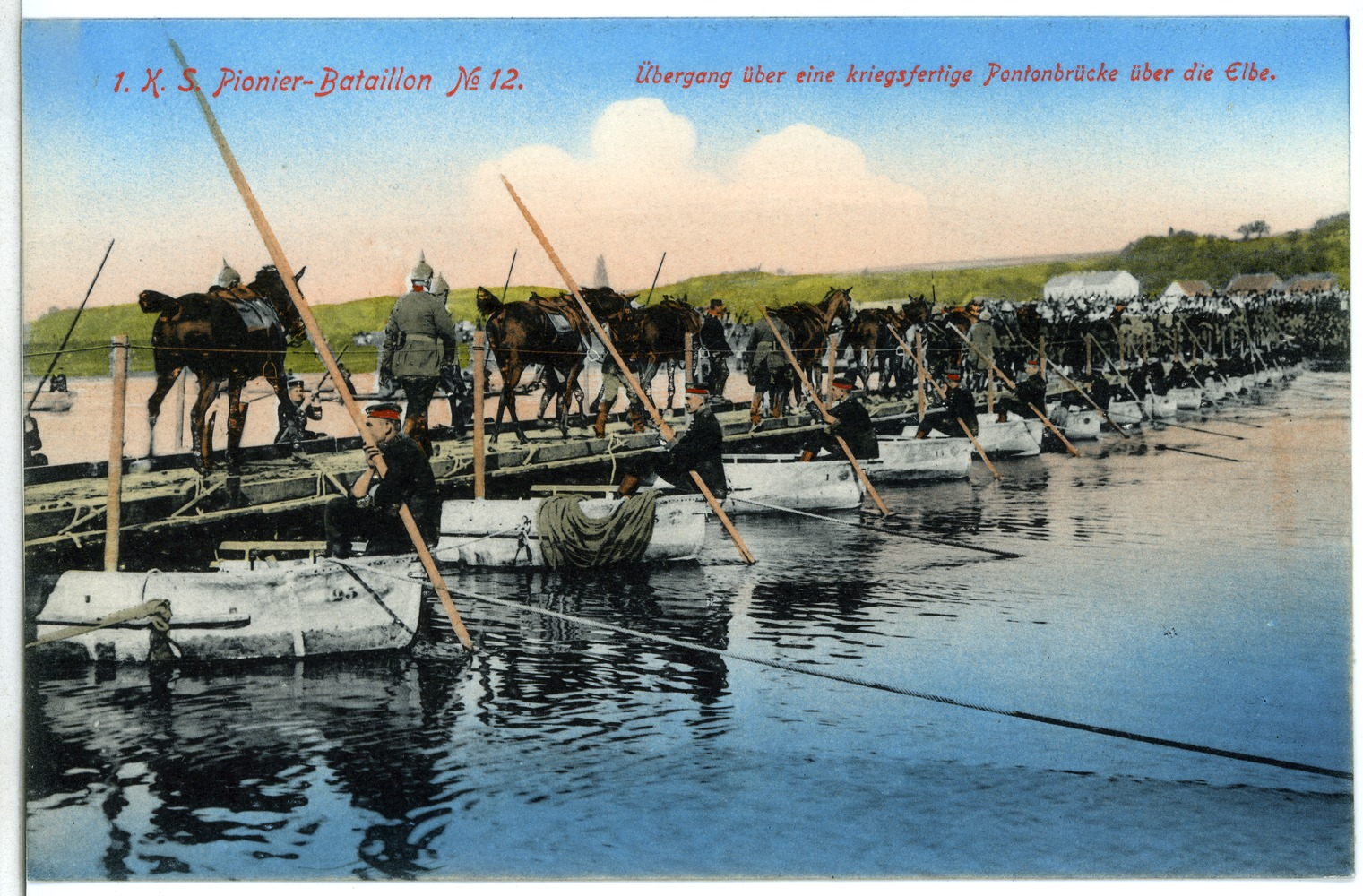
Königlich Sächsisches Pionier-Bataillon Nr. 12

## Geschichte

### Um 1900 bis 1945
Das Areal hinter dem Bahnhof Pirna gehörte um 1900 der Firma Hoesch & Co. Dort wurden die Grundmaterialien des Zellstoffwerkes angeliefert und gelagert. Auf den angrenzenden Freiflächen exerzierte das in Pirna auf der Rottwerndorfer Straße in der Kaserne stationierte Königlich Sächsische Pionier-Bataillon Nr. 12. Die Elbböschung war für diese Zwecke abgeböscht und befestigt worden. Im Jahr 1928 erwarb die Reichswehr das Gelände und errichtete einige Baracken. Es wurden militärische Übungen im Pionierwesen durchgeführt. Im Jahr 1935 übernahm die Wehrmacht den Wasserplatz und baute diesen weiter aus. So entstanden vier zweistöckige Gebäude mit jeweils zehn großen Garagenboxen zur Unterbringung von Wasserfahrzeugen, Motorbooten, Schnellbooten, Bugsierbooten, Pontonbrückenteilen und Bootsausrüstungen. Auf dem massiven Untergeschoss entstand das Obergeschoss in Ständerbauweise aus Holz. Neben Wachgebäuden entstanden weitere Versorgungsbauten und Sanitäreinrichtungen. Die Elbböschung wurde weiter befestigt und auf rechtelbischer Seite entstand ein befestigter Gegenanlandeplatz. So konnten Flussrettungs-, Fähr- und verschiedene Flussüberquerungsübungen (mit Stegbrücken, Pontonbrücken) geprobt werden.

### Nutzung nach 1945

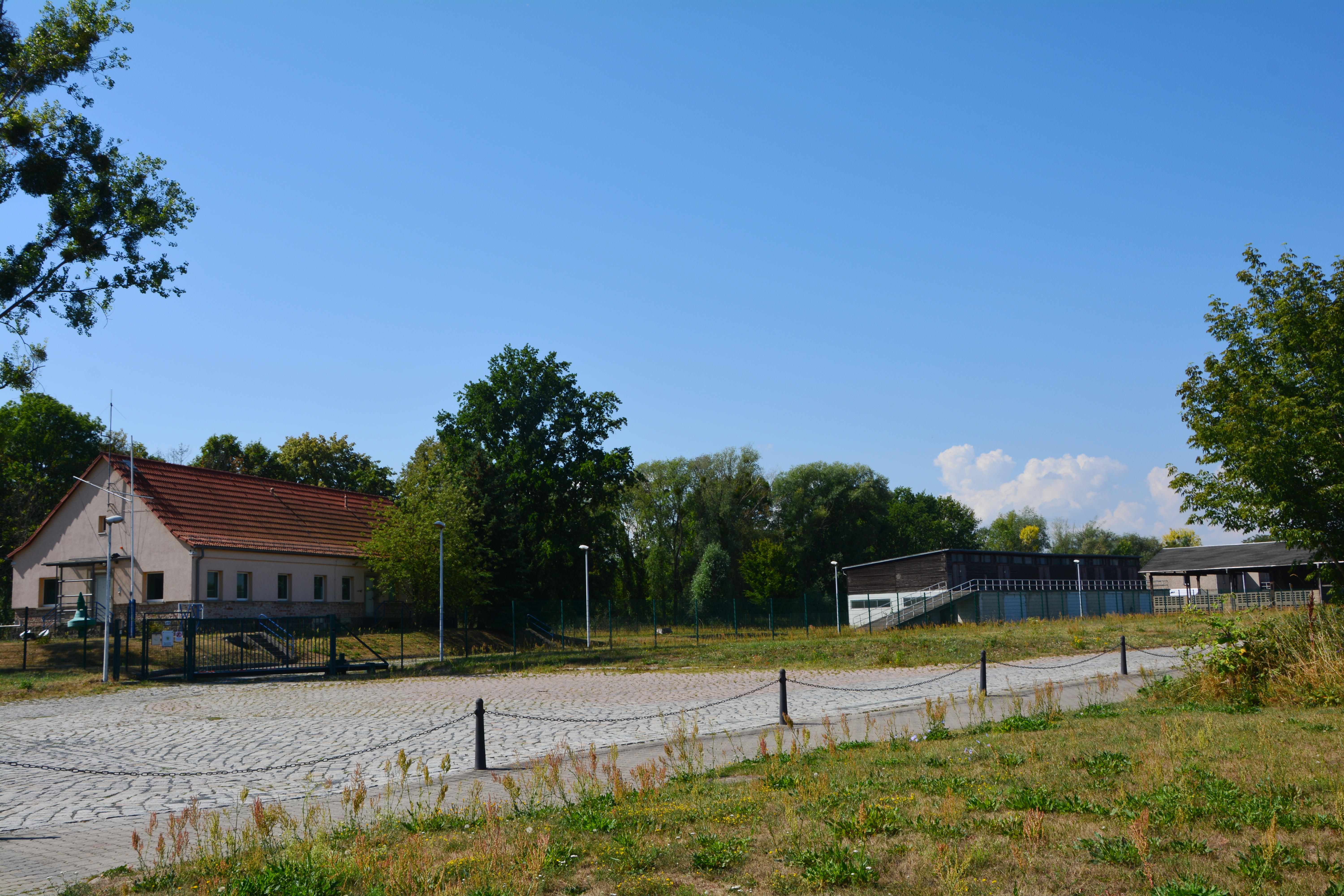
Wasserplatz 2018

Mit dem Ende des Zweiten Weltkrieges wurde die Liegenschaft Eigentum des Landes Sachsen. Eine Rückübertragung an die Zellstoffwerke unterblieb. Eine Aktennotiz aus dem Jahre 1951 aus dem Stadtarchiv Pirna belegt, dass die Deutsche Volkspolizei neuer Eigentümer wurde. Später übernahm die Kasernierte Volkspolizei (KVP) das Gelände. Im Jahr 1953 erhielt diese von der Sowjetarmee den Pontonbrückenpark (SPB), allerdings ohne Basisfahrzeuge. Als geeignetes Fahrzeug infrage kam der einzige dreiachsige in der DDR produzierte LKW vom Typ IFA G5. Dieser Typ wurde auf dem Wasserplatz in Pirna zahllosen Tests unterzogen und schließlich in den Jahren 1954 bis 1955 von den VEB IFA-Fahrzeugbauern im VEB Kraftfahrzeugwerk „Ernst Grube“ Werdau als speziell entwickelter NVA-Pontontransporter G5 mit offener Fahrerkabine gebaut.
Mit der Gründung der Nationalen Volksarmee (NVA) im Jahr 1956 übernahm diese das Objekt und ließ es erneut einzäunen und stark bewachen. Das Pirnaer Pionierbataillon 7 wurde der 7. Panzerdivision unterstellt. Die ständige Modernisierung der NVA ermöglichte ab den 1960er Jahren den Einsatz von Klappbrücken (TMM-3M1) und Pontonbrücken (PMP) auf KrAZ-255. Auch Panzerübersetzfähren, der Bauart GSP 55 wurden zur Probe eingesetzt. Brückenlegepanzer (MT-55) kamen nicht in Pirna zum Einsatz.

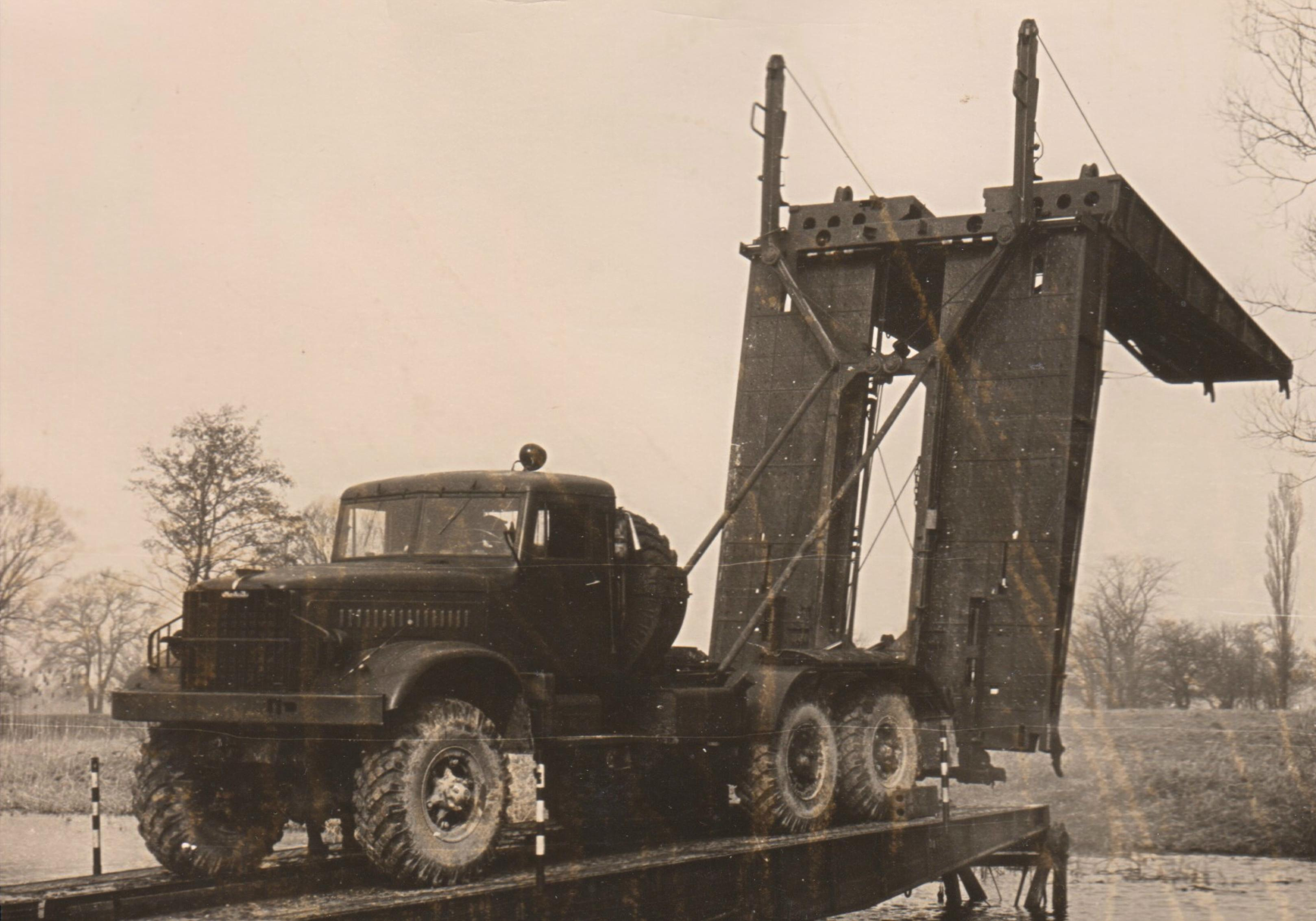
Pirna.Wasserplatz im Jahr 1967.Ablegen der schweren mechanisierten Brücke TMM/TMM-3

Verschiedentlich wurden auch Leistungsvergleiche und Wettkämpfe im Brückenbau mit den Streitkräften der Sowjetarmee durchgeführt. Diese wurden später nach Pirna-Rottwerndorf gegenüber der Pionierkaserne verlegt. Der Wettstreit erstreckte sich nur auf Übungen mit den Klappbrücken. Mitte der 1960er Jahre entstand am rechtselbischen Wasserplatz eine Betonstraße bis zur heutigen Pratzschwitzer Straße. Neben der pioniertechnischen Ausbildung diente das Areal auch für technische Instandsetzungs-, Wartungs- und Umstellungsarbeiten an der Militärtechnik. Kamen Einheiten von Militärübungen mit dem Bahntransport zurück, wurden auf dem Wasserplatz zunächst die Fahrzeuge und weitere Technik gereinigt und instand gesetzt. Gelegentlich waren auf dem Wasserplatz Einheiten anderer Waffengattungen untergebracht.

### Nutzung nach 1990
Mit der Demobilisierung der NVA nach der politischen Wende 1990 wurden das Liegenschaftsamt und die Deutsche Bahn die neuen Eigentümer des Areals des Wasserplatzes. Bestrebungen zur Entwicklung eines Gewerbeparks führten zur Ansliedung diverser Kleinunternehmer; Boots- und Kanuverleih, ein Holzbootsbauunternehmen, Zimmerei und einer Raststätte. Ein Teil gehört der Wasserschutzpolizei mit einer eigenen Anlegestelle an der Elbe. Im vorderen Gebäude des Areals ist das Wasser- und Schifffahrtsamt Dresden untergebracht. Die Elbehochwasser in den Jahren 2002 und 2013 verursachten beträchtliche Schäden an der alten Bausubstanz. Bei einer Besichtigung im August 2018 konnten keine größeren gewerblichen Aktivitäten beobachtet werden.

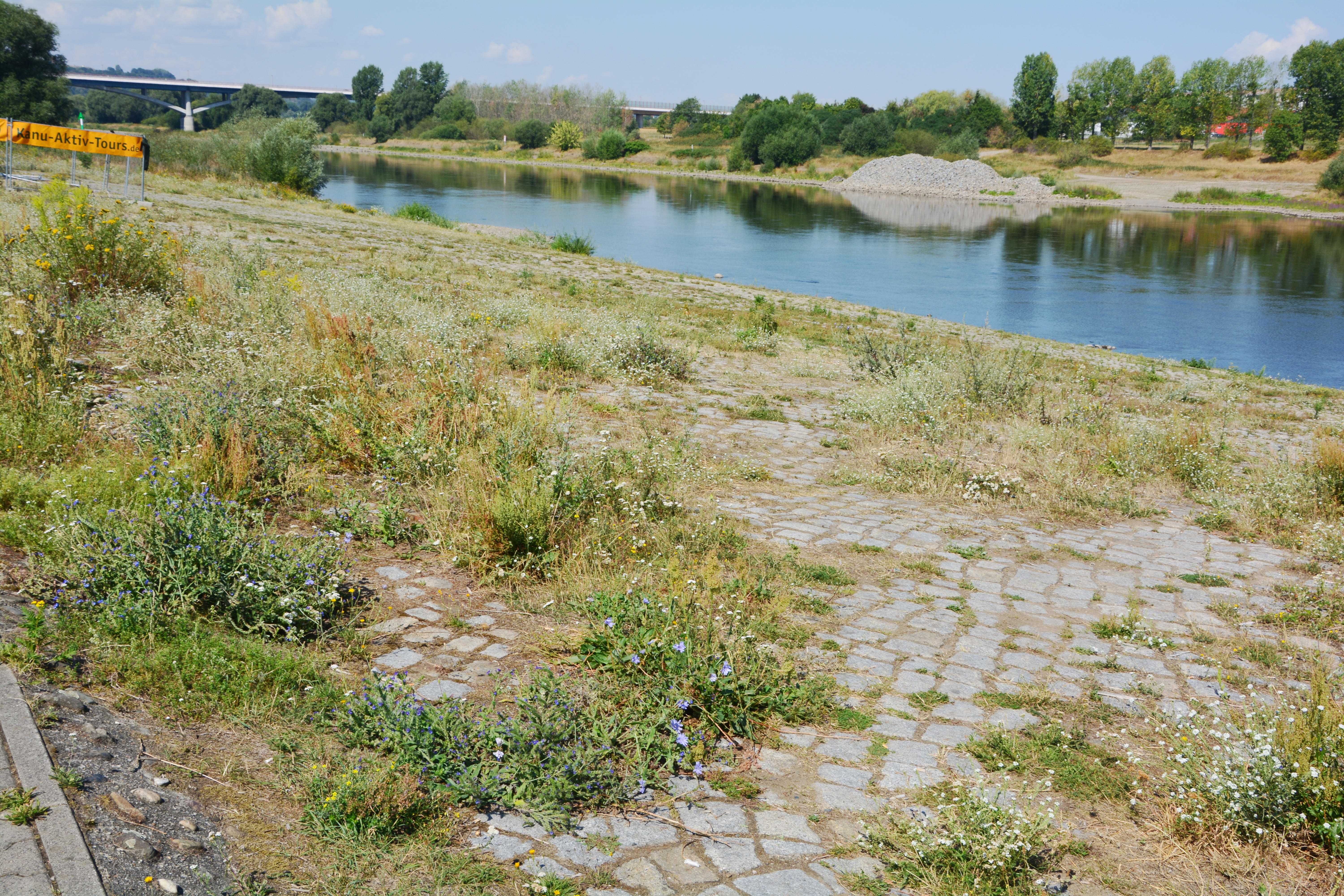
Linkselbische Uferböschung
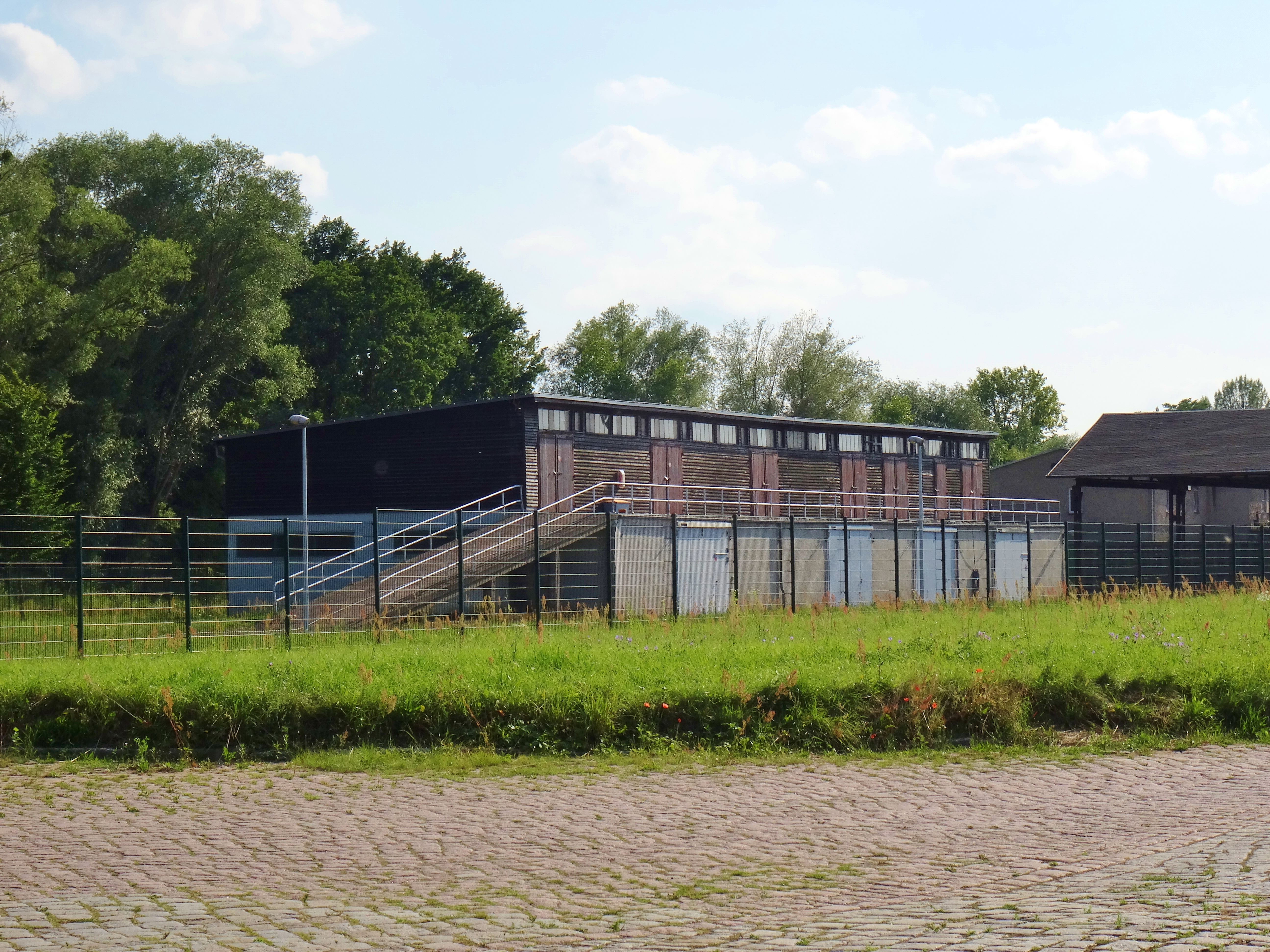
Ehemaliges erstes Gebäude zur Unterbringung von Militärtechnik
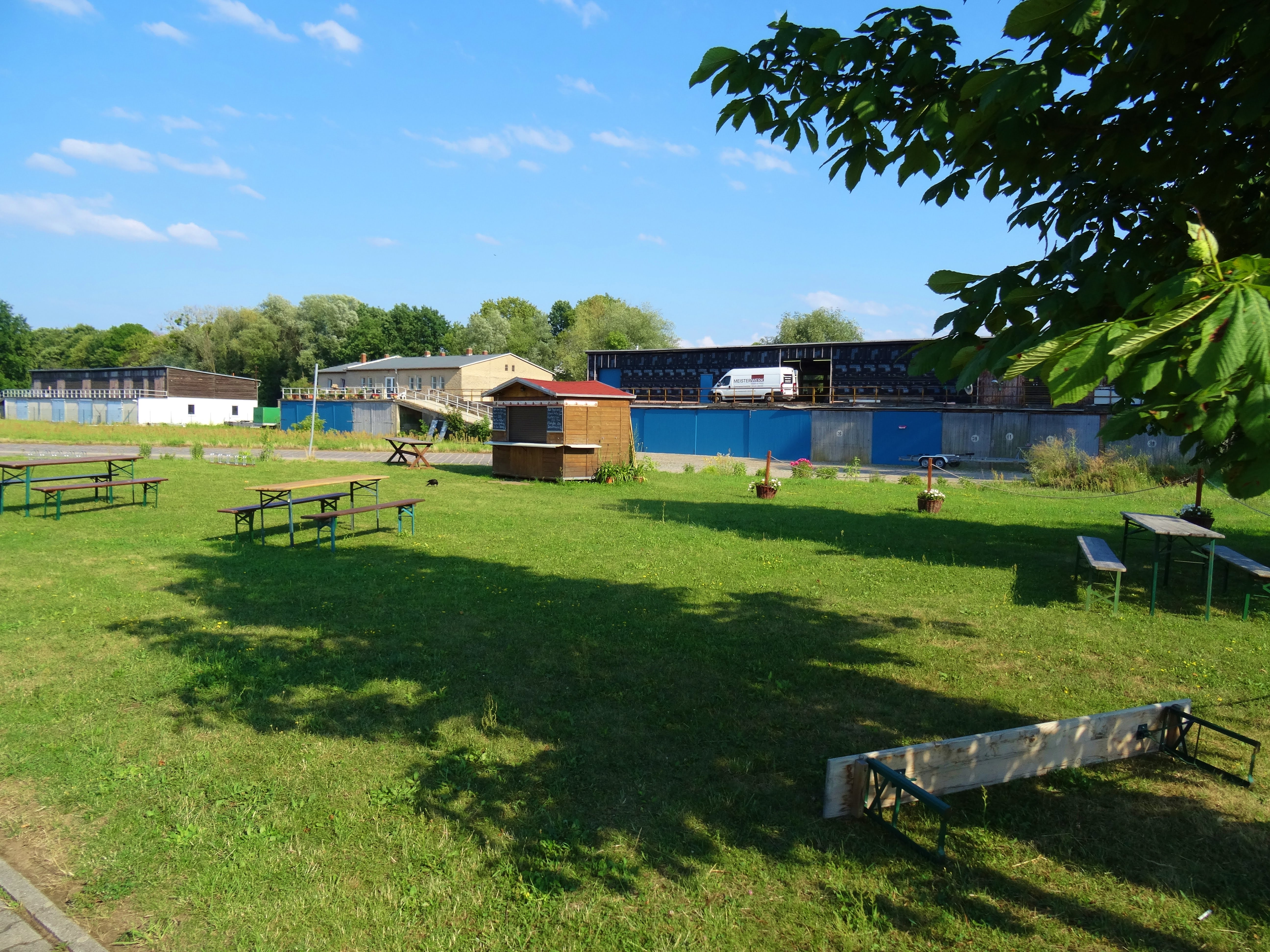
Ehemaliges zweites Gebäude zur Unterbringung von Militärtechnik
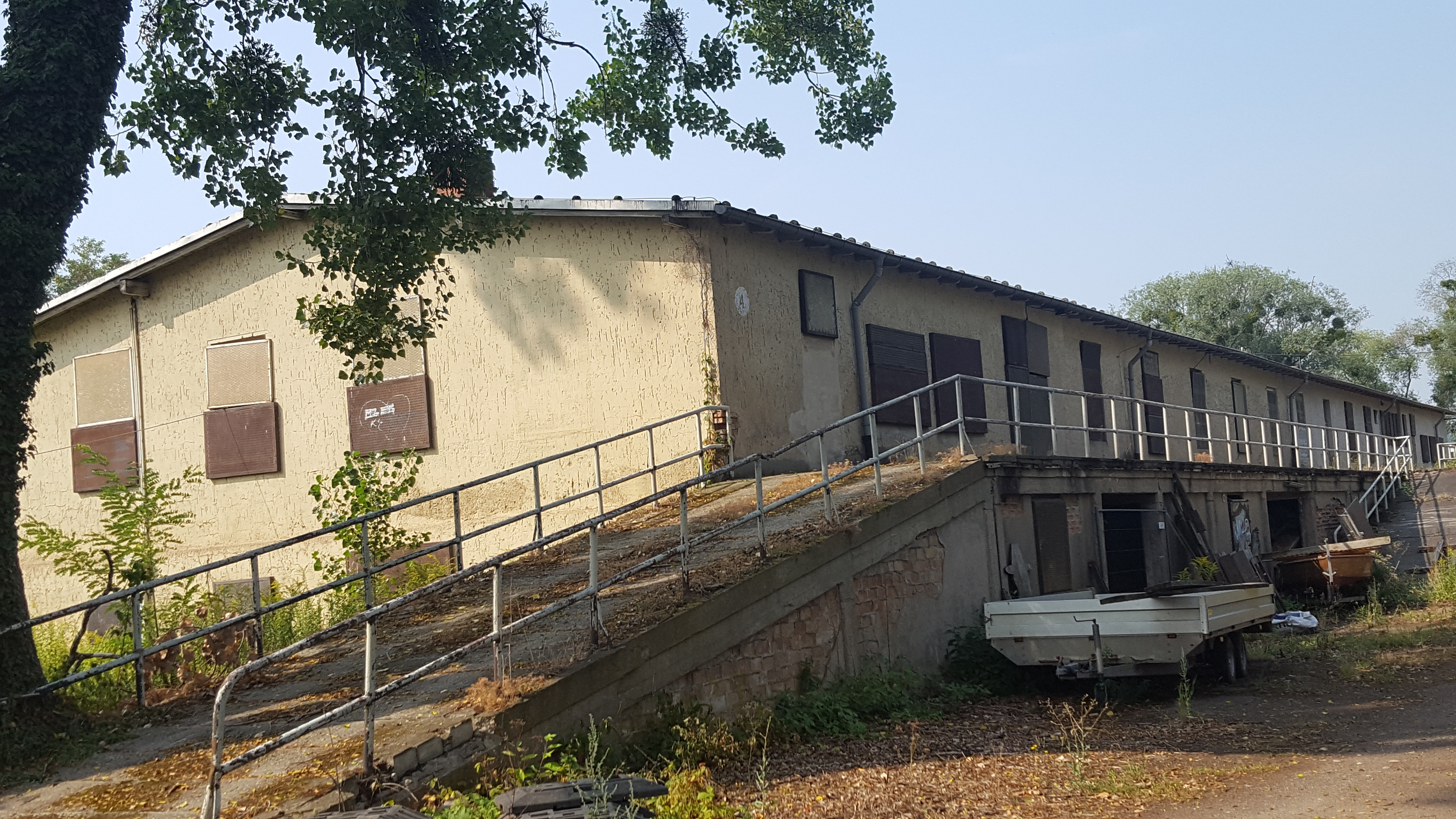
Ehemaliges viertes Gebäude zur Unterbringung von Militärtechnik
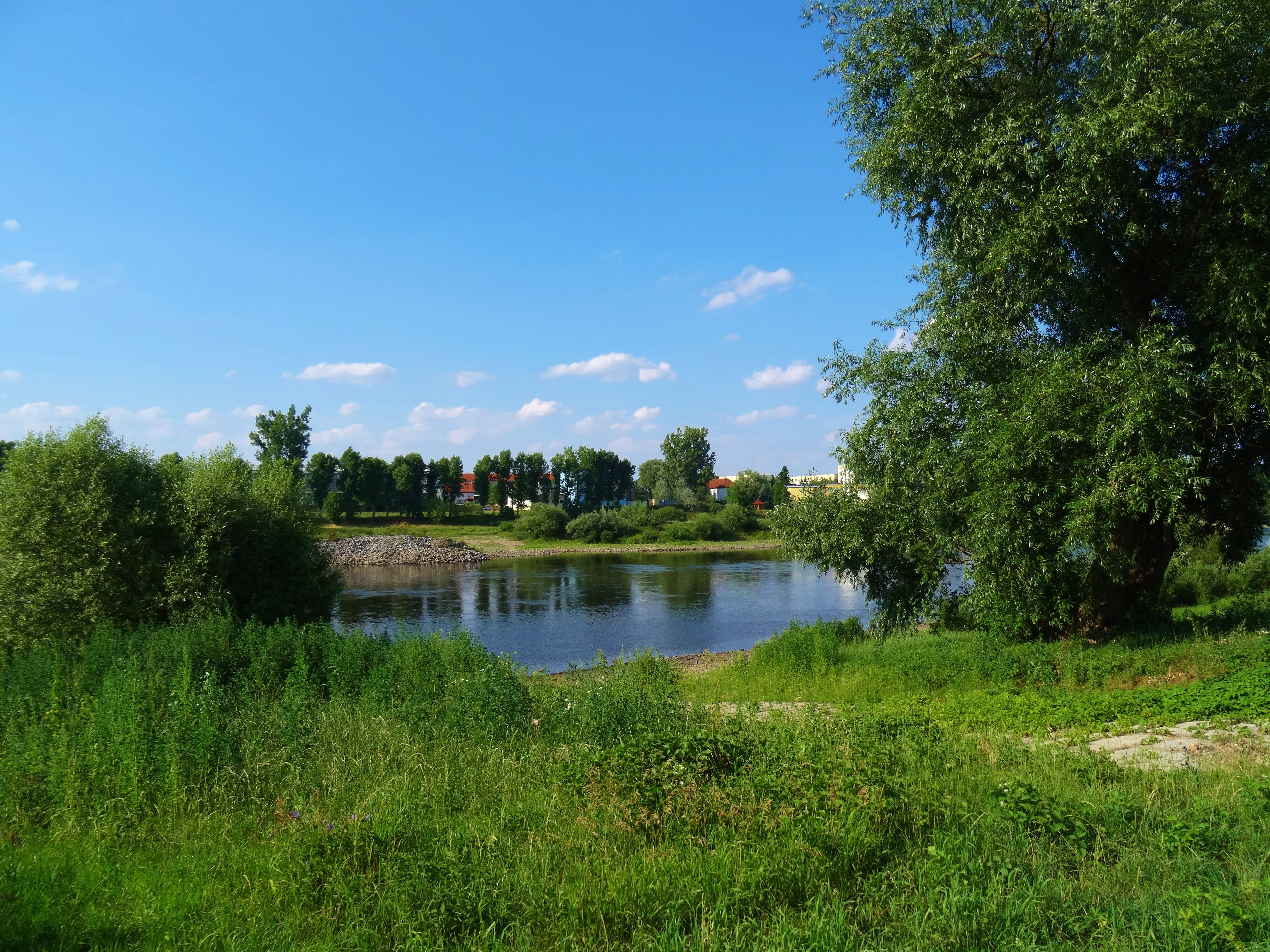
Rechtselbischer Gegenanlandeplatz
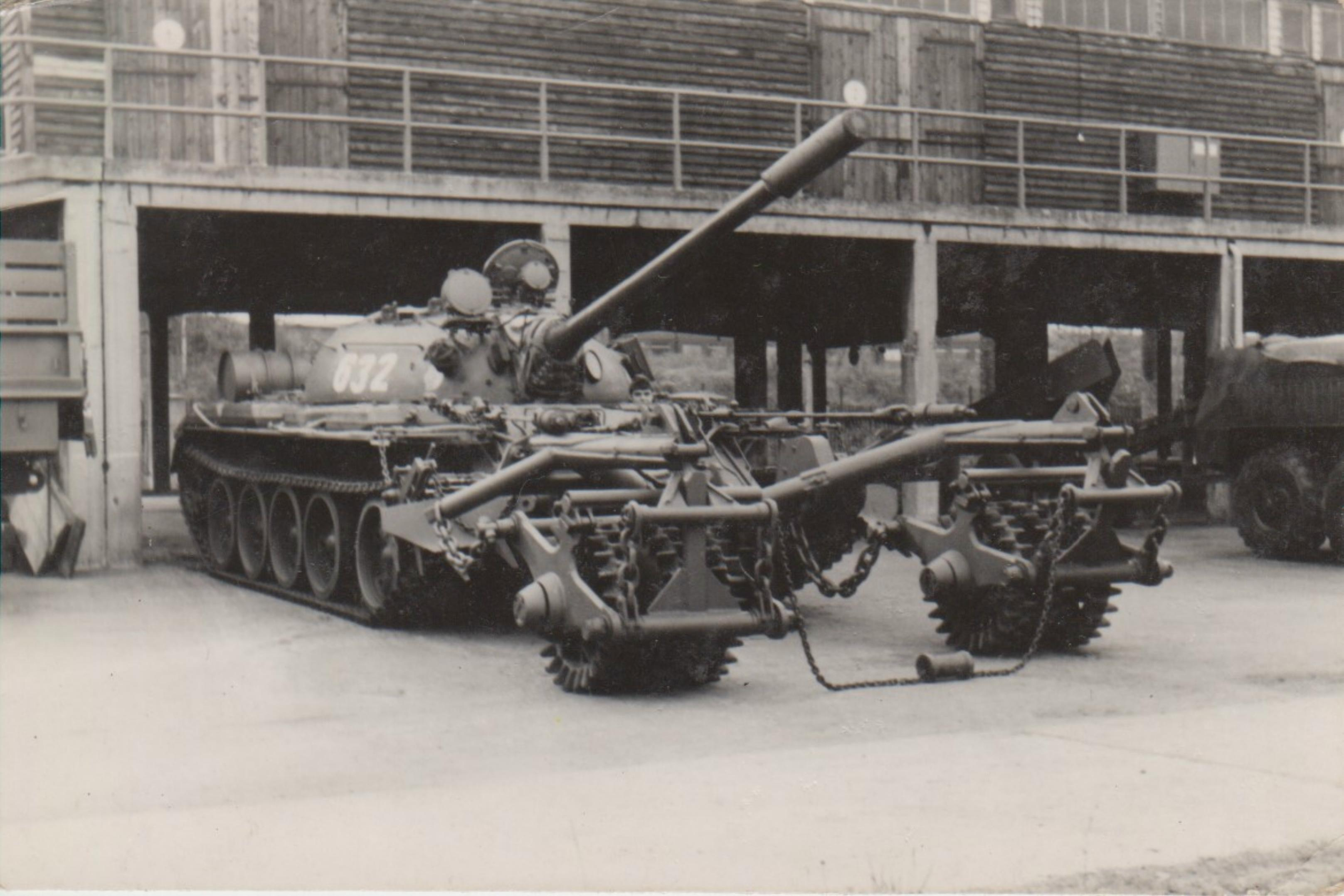
Wasserplatz im Jahr 1968. Wartung am Minenräumpanzers KMT 5